# Gaetano Savi
Gaetano Savi (Firenze, 13 giugno 1769 – Pisa, 28 aprile 1844) è stato un naturalista italiano.
Seguì l'insegnamento di Giorgio Santi e di Ottaviano Targioni Tozzetti.

## Biografia
Nato da Gaspero Savi, di Scarperia, e da Maria Rogai, fiorentina, fu iniziato agli studi botanici da Antonio Cocchi, medico e filosofo mugellano. A Firenze, presso i padri della Badia, studiò belle lettere e frequentò poi l'Università di Pisa dove si interessò principalmente di chimica, fisica e storia naturale. Addottoratosi nel 1795 in medicina, nel 1802 insegnò Fisica e Botanica all'Università di Pisa, e a partire dal 1814 ne diresse l'Orto Botanico dove ancor oggi c'è una lapide commemorativa del primo congresso scientifico nel contesto della prima delle Riunioni degli scienziati italiani, cui egli stesso presenziò. 

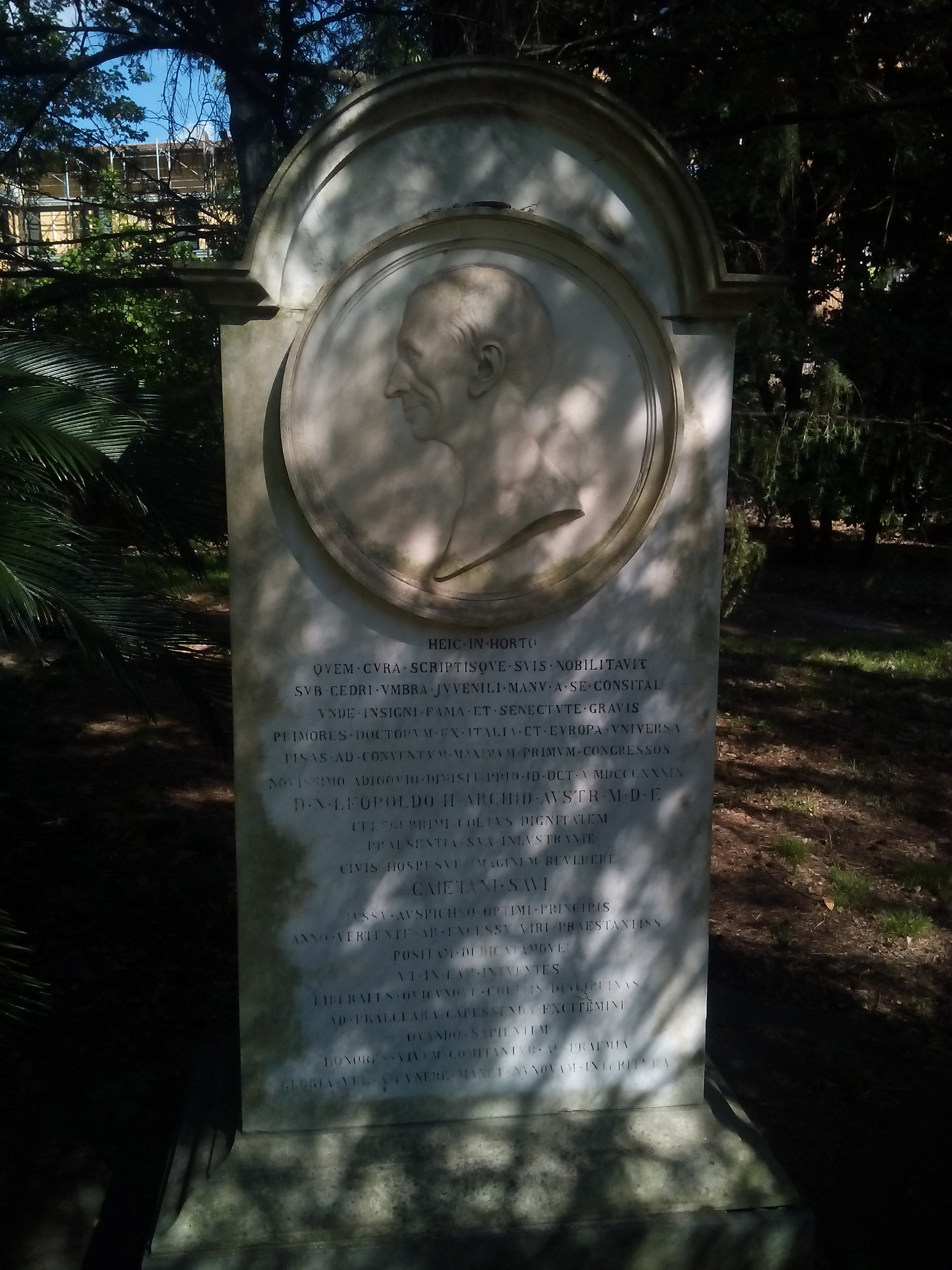
Qui nel giardino che nobilitò con la sua cura e i suoi scritti sotto l'ombra del cedro da lui piantato con mano giovanile, donde gravato da fama insigne e da vecchiaia congedò con un ultimo discorso i primi tra gli studiosi convenuti a Pisa dall'Italia e da tutta Europa per il primo convegno generale il giorno prima delle Idi di Ottobre dell'anno 1839, onorando Leopoldo secondo arciduca di Austria l'importanza del primo congresso con una sua rapida presenza, tu cittadino oppure straniero onora l'immagine di Gaetano Savi, posta e dedicata sotto il comando e gli auspici dell'ottimo capo nell'anno successivo alla morte del formidabile uomo, affinché, guardando a essa, quelli di voi che coltivano le discipline liberali sian incitati a raggiungere cose illustri poiché gli onori accompagnano il saggio da vivo e la gloria rimane perfino dal funerale come premio mai perituro.

Scrisse l'opera Flora pisana (1798) e, nel 1801, la prima edizione del Trattato degli alberi della Toscana; nel 1808 pubblicò il Botanicon Etruscum e nel 1818 la Flora Italiana.
Suoi figli furono il naturalista Paolo Savi e il botanico Pietro Savi. Morì a Pisa il 28 aprile del 1844.

## Pubblicazioni maggiori
- Alcune osservazioni botaniche inedite di Gaetano Savi, professore, etc. sui trifolium Gussoni e trifolium Cupani. Con tavola in rame - Biblioteca Italiana ossia Giornale di letteratura scienze ed arti (1820 nov, Volume 20, Fascicolo), su emeroteca.braidense.it.
- Scelta di generi di piante coi loro respettivi caratteri, di Gaetano Savi, Pisa ecc. - Annali universali di tecnologia, di agricoltura, di economia rurale e domestica, di arti e di mestieri (1827 mar, Serie 1, Volume 3, Fascicolo 8 e 9), su emeroteca.braidense.it.
- Sulla Magnolia grandiflora e sulla Magnolia acuminata. Osservazioni (inedite) del prof. Gaetano Savi (con una tavola in rame) - Biblioteca Italiana ossia Giornale di letteratura scienze ed arti (1819 nov, Volume 16, Fascicolo), su emeroteca.braidense.it.

| Savi è l'abbreviazione standard utilizzata per le piante descritte da Gaetano Savi. Consulta l'elenco delle piante assegnate a questo autore dall'IPNI. |